# Nena (supercontinent)
Nena is de platentektonische benaming voor een hypothetisch paleoproterozoïsch supercontinent dat 1,8 miljard jaar geleden, samen met Atlantica, het globale supercontinent Columbia vormde.
Nena, een acroniem van Noord-Europa en Noord-Amerika, was eerst - om 2000 mya mogelijk een deel van Kenorlands.
Het bestond uit de Kratonen en Arctica, Antarctica en Baltica.